# 天主教法卡塔蒂瓦教區
天主教法卡塔蒂瓦教區（拉丁語：Dioecesis Facatativensis）是哥倫比亞一個羅馬天主教教區，屬波哥大總教區。
教區成立於1962年3月16日，包括昆迪納馬卡省中部廿三市。2006年有教友448,000人（佔轄區總人口94.7%）、卅六個堂區、九十名司鐸。目前教區主教席位處於出缺狀態。